# Dressage (équitation)
Pour les articles homonymes, voir Dressage.

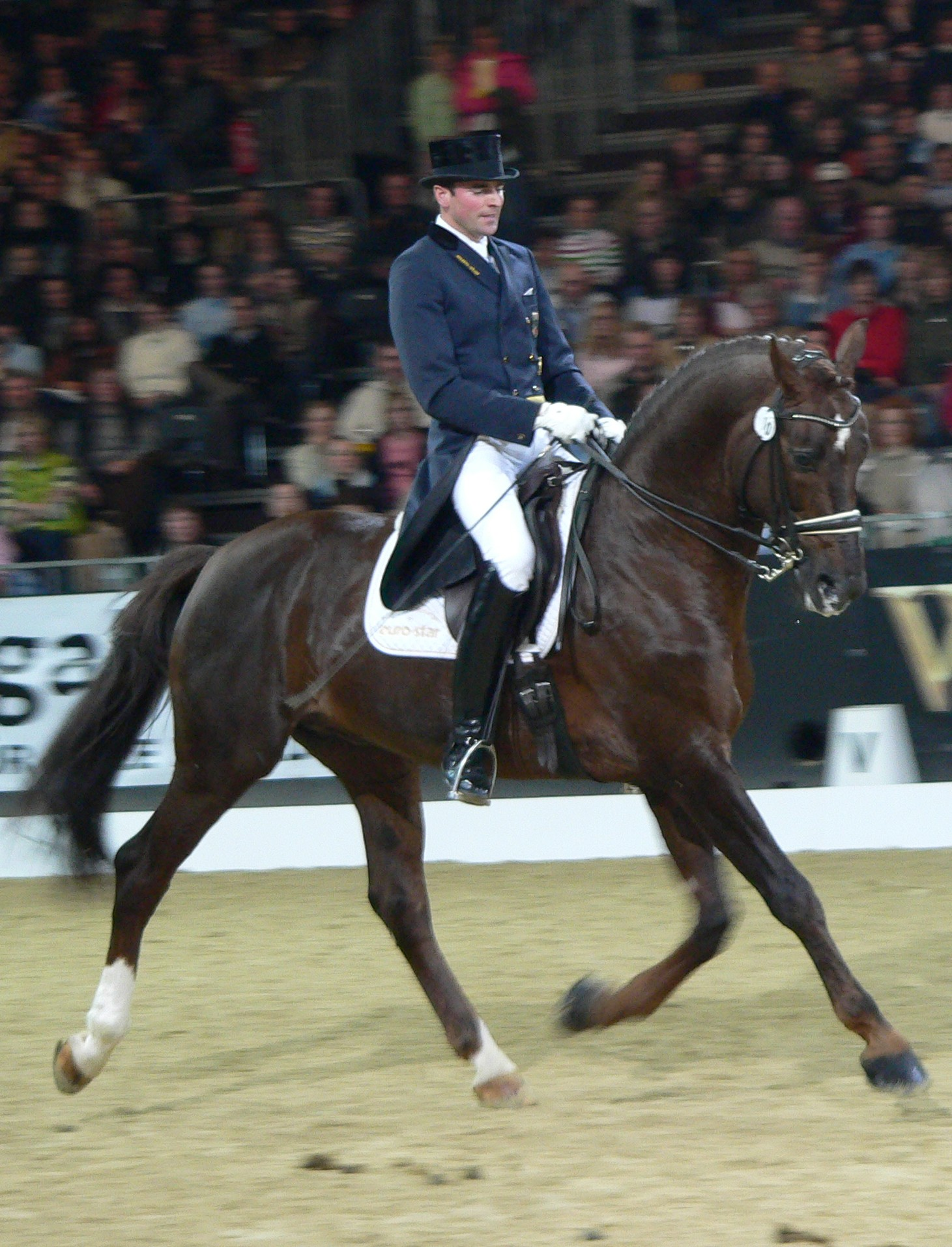
Concours de dressage en 2005.

Le dressage est, en équitation, un art se définissant comme la mise en scène du couple cheval-cavalier. Il est issu de l'école d'équitation classique, mais a évolué au cours des siècles, influencé par l'équitation militaire puis sportive. Sa forme est différente de son ancêtre. Au plus haut niveau, le dressage est un sport international olympique. Historiquement, des principes tels que la légèreté, la décontraction, l'impulsion et l'amour du cheval sont considérés comme indispensables à l'atteinte de « la belle équitation », afin de l'élever au niveau de l'art. Le dressage incarne alors la représentation stylisée des mouvements gracieux du cheval. La forme la plus pure du dressage exige du cheval et du cavalier des années pour être maîtrisée. Lorsqu'un cheval est avancé dans sa formation, il peut exécuter non seulement les mouvements du Grand Prix de dressage, tels que le passage et le piaffer, mais aussi certains « airs au-dessus du sol ».

## Définition
Selon Faverot de Kerbrech, le but du dressage est de rendre tout cheval de selle facile et agréable à monter, régulier dans ces allures, docile, franc, et aussi brillant que le comporte son ensemble. Or, pour qu'il soit « facile et agréable à monter, régulier dans ces allures », il faut qu'il soit bien équilibré, c'est-à-dire léger à la main et aux jambes, droit d'épaules et de hanches.
L'activité par laquelle l'être humain enseigne au jeune cheval les comportements qu'il souhaite lui demander (avancer, s'arrêter, tourner…) et les signaux par lesquels il les demande (voix, appel de langue, mouvements du corps, des mains, des jambes…) s'appelle le débourrage.
C'est une erreur de penser que le changement de pied au temps est apparu au XIXe siècle avec F. Baucher : Claude Bourgelat (1712 - 1779) dans "Le nouveau Newcastle" (1744, soit environ un siècle avant Baucher) aborde le cas où un cheval au « grand galop change de côté à chaque temps » et critique cette « action de l'amble dans la vitesse de la course ». Ce qui prouve que cette forme de galop était parfaitement connue des anciens.

## L'incurvation
L'incurvation est principalement utilisé en dressage équestre. Elle est souvent considérée comme un simple pli de l'encolure pourtant ce n'est pas une simple pliure. En effet, elle permet de mobiliser l'ensemble du corps du cheval, du bout du nez jusqu'aux hanches. L'incurvation exerce juste les muscles du postérieur intérieur et dans une moindre mesure ceux du postérieur extérieur : il faut donc pratiquer cet exercice aux deux mains. L'incurvation peut se travailler sur une volte (un cercle), sur une serpentine, sur un huit de chiffres, une demi-volte (un demi-cercle), etc. C'est-à-dire toutes les figures de manèges qui contiennent une ou plusieurs courbes.
Pour pouvoir faire pratiquer à son cheval l'incurvation, il faut placer des aides. À savoir les mains, les jambes et bien sûr le poids du corps du cavalier influençant celui de sa monture.
Premièrement, la main intérieure (celle qui est dirigée vers l'intérieur du manège) sera légèrement orientée vers le garrot, la rêne sera tendue mais il ne faudra pas tirer dessus et il faudra aussi faire des petites pulsations de façon irrégulière sur la rêne. Deuxièmement, la main extérieure sera à l'épaule extérieure. Il ne faut pas tirer sur la rêne. Les mains sont basses.
Troisièmement, la jambe intérieure sera à la sangle (pour demander le pli du cheval au niveau de l'encolure et que le cheval s'enroule autour de la jambe).
Enfin, quatrième point, la jambe extérieure sera légèrement en arrière de la sangle. Elle servira à garder les hanches du Cheval.
L’incurvation est le déplacement du rachis du Cheval sur une courbe : c’est donc un exercice de répartition du poids du corps du Cheval à l’aide des aides.

## L'alternance au travail
Alterner d'une allure à une autre, d'un exercice à l'autre, des lignes droites aux lignes courbes, et inversement, évite au cheval de se routiner. Ces alternances maintiennent son attention en éveil et contribuent à perfectionner les transitions. Elles évitent aussi l'excitation progressive qui peut résulter de certains exercices comme les changements de pied ou le piaffer.

### Acheminer
Acheminer un cheval consiste à l'habituer à marcher droit devant lui. C'est ainsi que doivent débuter les exercices au manège. On peut au début du dressage , faire acheminer le jeune cheval par un aide à pied qui le tient en main et l'encourage.

## Assouplissements

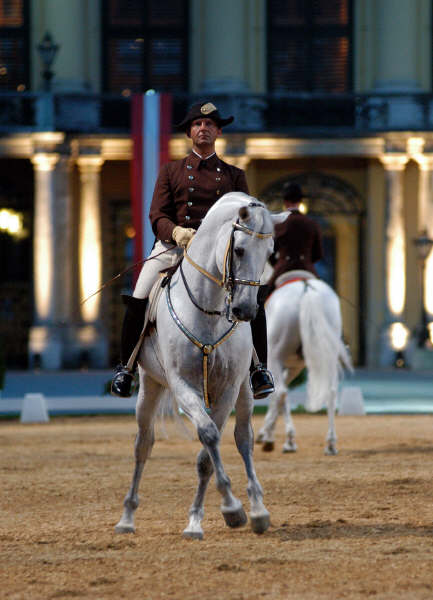
Cavalier de l'École espagnole d'équitation à Vienne avec un Lipizzan.

Des assouplissements quotidiens sont nécessaires au cheval pratiquant l'équitation sportive ou d'école. L'équitation ancienne recherchait l'assouplissement dans le mouvement de toutes les parties du cheval. Ainsi, elle permettait de disposer de son ensemble et en conséquence de son équilibre. Baucher prescrit principalement les assouplissements directs et indirects de la mâchoire, exécutés sur place, et les flexions de nuque et de l'encolure. Les mobilisations latérales de deux pistes et les exercices classiques permettent seuls d'obtenir la flexibilité du système musculaire et articulaire du cheval. Le placer correct et la bouche liante sont les preuves de cet assouplissement.

## Les chevaux employés en dressage
Il existe deux races principalement connues pour leur capacité à exécuter des airs au-dessus du sol : le Lipizzan et le pure race espagnole. D'autres races sont connues pour leurs compétences en haute école : le frison et le lusitanien.
Aujourd'hui, les seules grandes écoles de dressage classique sont le Cadre noir en France, l'École espagnole d'équitation à Vienne en Autriche, l'École royale andalouse d'art équestre à Jerez de la Frontera en Espagne et l'école portugaise d'art équestre à Lisbonne au Portugal. Il existe un petit nombre de formateurs indépendants au dressage classique, qui s'efforcent de conserver vivante cette branche de l'art équestre, les plus connus étant Nuno Oliveira et ses étudiants.

## Galerie

Cheval andalou montrant le pas espagnol monté par une cavalière de dressage.
Le piaffer.
Le passage.
Le trot.
Le galop.